# Волотово (Новгородська область)
Волотово (рос. Волотово) — присілок в Новгородському районі Новгородської області Російської Федерації.
Населення становить 218 осіб. Входить до складу муніципального утворення Савинське сільське поселення.

## Історія
Від 2004 року входить до складу муніципального утворення Савинське сільське поселення.

## Населення
| 2010 |
| ---- |
| 218  |